# Efeito Scharnhorst
Em Física o efeito Scharnhorst consiste na variação da velocidade da luz quando esta é submetida a espaços confinados. Este efeito se encontra relacionado ao famoso efeito Casimir.

## Fundamentos Teóricos
O que se denomina espaço vazio ou vácuo, na visão da Física Moderna, especialmente da teoria quântica de campos, está longe de corresponder à noção filosófica do nada.
O que se prevê, contrariamente ao senso comum e à física tradicional até o século XIX, é que existe um mínimo de energia, usualmente indetectável, mesmo no espaço vazio. Essa noção tem seu início com o próprio desenvolvimento da teoria quântica, no trabalho de Planck sobre as características da radiação do corpo negro. Quando ele desenvolveu a noção de energia quantizada, atribuindo valores discretos à grandeza energia, a energia do ponto zero está presente como o nível de energia mais baixo do sistema. De fato, a pesquisa ulterior de Heisenberg, através do seu famoso princípio da incerteza, preve um mínimo de energia pelo fato mesmo de que a medida da energia não pode ser efetivada a menos de uma precisão da ordem de constante de Planck h.
De foram independente e paralela, o desenvolvimento da teoria da relatividade começou a provar a tangibilidade do espaço, sendo que este deixou de ser um conceito abstrato, passando a ser considerado como um aspecto de um ente misto, o espaço-tempo. Na relatividade geral, o espaço-tempo adquiriu um status ainda mais destacado, passando a ser considerado recurvado pela presença da matéria e da energia.
Bem mais recentemente, com o desenvolvimento da teoria quântica dos campos, essa idéia é levada ainda mais longe: o espaço vazio passou a ser considerado como um campo fundamental, de onde as partículas surgem como excitações deste.
Neste arcabouço teórico da teoria dos campos, surge a explicação do efeito Casimir. Em 1948 o físico holandês Hendrik Brugt Gerhard Casimir estudava, junto com seu colega D. Polder, as interações entre as partículas coloidais de quartzo nos laboratórios de pesquisa da Philips. O resultados experimentais sugeriam que as forças de Van der Waals não explicavam corretamente a atração entre as ditas partículas. Por sugestão de Niels Bohr, Casimir considerou que a finitude da velocidade da luz e a existência da energia do ponto zero explicavam o fenômeno.
Em 22 de fevereiro de 1990, Klaus Scharnhorst da Universidade de Humboldt em Berlin, na então Alemanha Oriental usou a teoria da eletrodinâmica quântica (QED, uma teoria quântica de campo) para calcular o que aconteceria entre duas placas paralelas e condutoras. Ele previu então que a luz propagando-se perpendicularmente às placas sofreria uma debilíssima aceleração de uma parte em 10^36, ao passo que a luz se propagando paralelamente não sofreria alterações em sua velocidade. À mesma conclusão chegou Gabriel Barton, da Universidade de Sussex, em Brighton, Inglaterra, por uma abordagem levemente diferente. Isso se deve ao fato de a luz interagir com os pares de partículas surgidas no vácuo, em decorrência da energia do ponto zero, prevista pelo princípio da incerteza e legitimada pela QED
Em frequências muito menores que aquelas correspondentes à massa do elétron, a bem estabelecida interação de Euler-Heinsenberg
prevê para o vácuo um índice de refração proporcional à intensidade e não dispersivo. Mas, como se sabe das considerações teóricas que explicam o efeito Casimir, a intensidade do campo do ponto-zero entre espelhos paralelos é menor que o do espaço não limitado, para o qual a luz perpendicular aos espelhos impõe um índice de refração n < 1 e uma velocidade c/n > c, como Scharnhorst descobriu. Diversamente, a radiação ordinária do corpo negro apresenta n > 1. O efeito previsto é muitíssimo débil, embora as implicações teóricas sejam interessantes em si mesmas.